# Summum bonum
Summum bonum ('sumo bem' ou 'bem maior, em latim) é uma expressão latina usada na filosofia — particularmente, em Aristóteles, na filosofia medieval e na filosofia de Immanuel Kant — para descrever o bem maior que o ser humano deve buscar.
De modo geral, summum bonum é interpretado como sendo o objetivo final, contendo todos os outros bens. Na filosofia cristã, o bem maior é comumente definido como a vida dos justos, vivida em comunhão com Deus e de acordo com os preceitos divinos.
O conceito, bem como as consequências filosóficas e teológicas, pode ter origem nas formas clássicas do monoteísmo[carece de fontes?].
Ele foi apresentado ao mundo Ocidental através de filósofos neoplatônicos, e descrito como característica de um Deus cristão por Santo Agostinho em sua obra De natura boni (A Natureza do Bem).
O sumo bem pode ser encontrado em várias doutrinas:
- Utilitarismo, uma doutrina ética onde o bem maior é associado ao bem-estar do maior número de pessoas possível;
- Eudemonismo, doutrina segundo a qual a felicidade é o bem maior dos seres humanos;
- Deontologia, doutrina onde o bem maior é identificado com a moral e o dever.